# Парламентские выборы в Тринидаде и Тобаго (2010)
Досрочные парламентские выборы в Тринидаде и Тобаго проходили 24 мая 2010 года. Дата выборов была объявлена премьер-министром страны Патриком Маннингом 16 апреля 2010 года. Они проходили на два года раньше предусмотреннего срока. В результате победу одержал оппозиционный альянс Ассоциация народа. Альянс оппозиционных партий получил 29 из 41 места Палаты представителей. Патрик Маннинг уже ночью признал поражение. Камла Персад-Биссессар от Ассоциации народа стала новым премьер-министром страны, первой женщиной на этом посту.

## Предвыборная обстановка
После выборов 2007 года Народное национальное движение имело 26 из 41 депутатов в Палате представителей, а Объединённый национальный конгресс — 15. Несмотря на то, что Конгресс народа получил около 23 % поданных голосов партия не получила ни одного места парламента. Несколько небольших партий, в том числе Объединённый фронт Тобаго и Конгресс демократических действий, также не смогли получить ни одного места. Лидер Народного национального движения Патрик Мэннинг сохранил пост премьер-министра, в то время как лидер Объединённого национального конгресса Басдео Пандай остался лидером оппозиции.
Выборы проходили после расширения Палаты представителей с 36 до 41 места.

## Результаты
На выборах победила коалиция Ассоциация народа, в результате чего Камла Персад-Биссессар из Объединённого национального конгресса стала первой женщиной-премьер-министром Тринидада и Тобаго. Коалиция получила большинство в 27 из 41 места, в результате чего действующий премьер-министр Патрик Мэннинг признал свое поражение. Фракция Народного национального движения Мэннинга сократилась до 12 мест. В своей победной речи Персад-Биссессар заявила: «Честь, которую вы мне оказали, не имеет аналогов … Я принимаю это с глубокой честью и благодарностью».
| Партия/Коалиция                     | Партия/Коалиция                     | Партия/Коалиция                     | Голоса    | %      | +/-     | Места | +/-  |
| ----------------------------------- | ----------------------------------- | ----------------------------------- | --------- | ------ | ------- | ----- | ---- |
|                                     |                                     | Объединённый национальный конгресс  | 316 600   | 43,72  | ▲ 13,88 | 21    | ▲ 6  |
|                                     | Конгресс народа                     | 102 265                             | 14,12     | ▼ 8,60 | 6       | ▲ 6   |      |
|                                     | Организация народа Тобаго           | 15 371                              | 2,12      | новая  | 2       | ▲ 2   |      |
| Всего Ассоциация народа             | Всего Ассоциация народа             | 434 236                             | 59,96     | новая  | 29      | ▲ 14  |      |
|                                     | Народное национальное движение      | Народное национальное движение      | 287 458   | 39,70  | ▼ 6,31  | 12    | ▼ 14 |
|                                     | Новое национальное видение          | Новое национальное видение          | 2098      | 0,29   | новая   | 0     | ▬    |
|                                     | Партия национального конгресса      | Партия национального конгресса      | 29        | 0,00   | новая   | 0     | ▬    |
|                                     | Независимые                         | Независимые                         | 314       | 0,04   | ▲ 0,02  | 0     | ▬    |
|                                     |                                     |                                     |           |        |         |       |      |
| Действительных бюллетеней           | Действительных бюллетеней           | Действительных бюллетеней           | 724 135   | 99,63  |         |       |      |
| Недействительных/пустых бюллетеней  | Недействительных/пустых бюллетеней  | Недействительных/пустых бюллетеней  | 2691      | 0,37   |         |       |      |
| Всего                               | Всего                               | Всего                               | 726 826   | 100    | -       | 41    | ▬    |
| Не голосовало                       | Не голосовало                       | Не голосовало                       | 313 302   | 30,12  |         |       |      |
| Зарегистрированных избирателей/Явка | Зарегистрированных избирателей/Явка | Зарегистрированных избирателей/Явка | 1 040 128 | 69,88  |         |       |      |